# مونته‌سالیوزو
مونته‌اسکالیوسو (به ایتالیایی: Montescaglioso) یک کومونه در ایتالیا است که در ناحیه مترا واقع شده‌است. مونته‌اسکالیوسو ۱۷۳ کیلومترمربع مساحت و ۱۰٬۰۵۱ نفر جمعیت دارد و ۳۶۵ متر بالاتر از سطح دریا واقع شده.

## خواهرخوانده
شهر Tricarico خواهرخواندهٔ مونته‌اسکالیوسو هست.